# Central Market

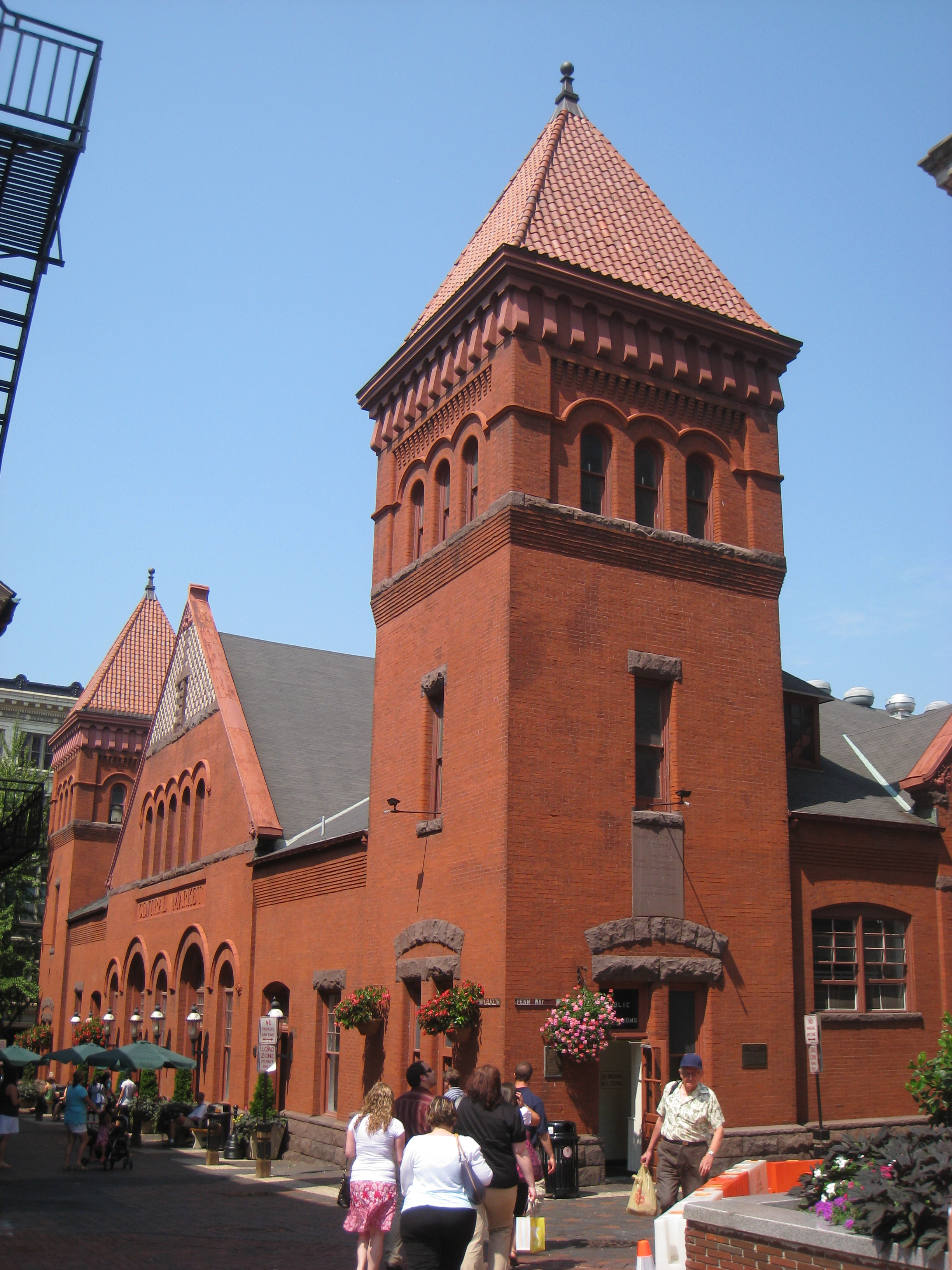
Das Gebäude

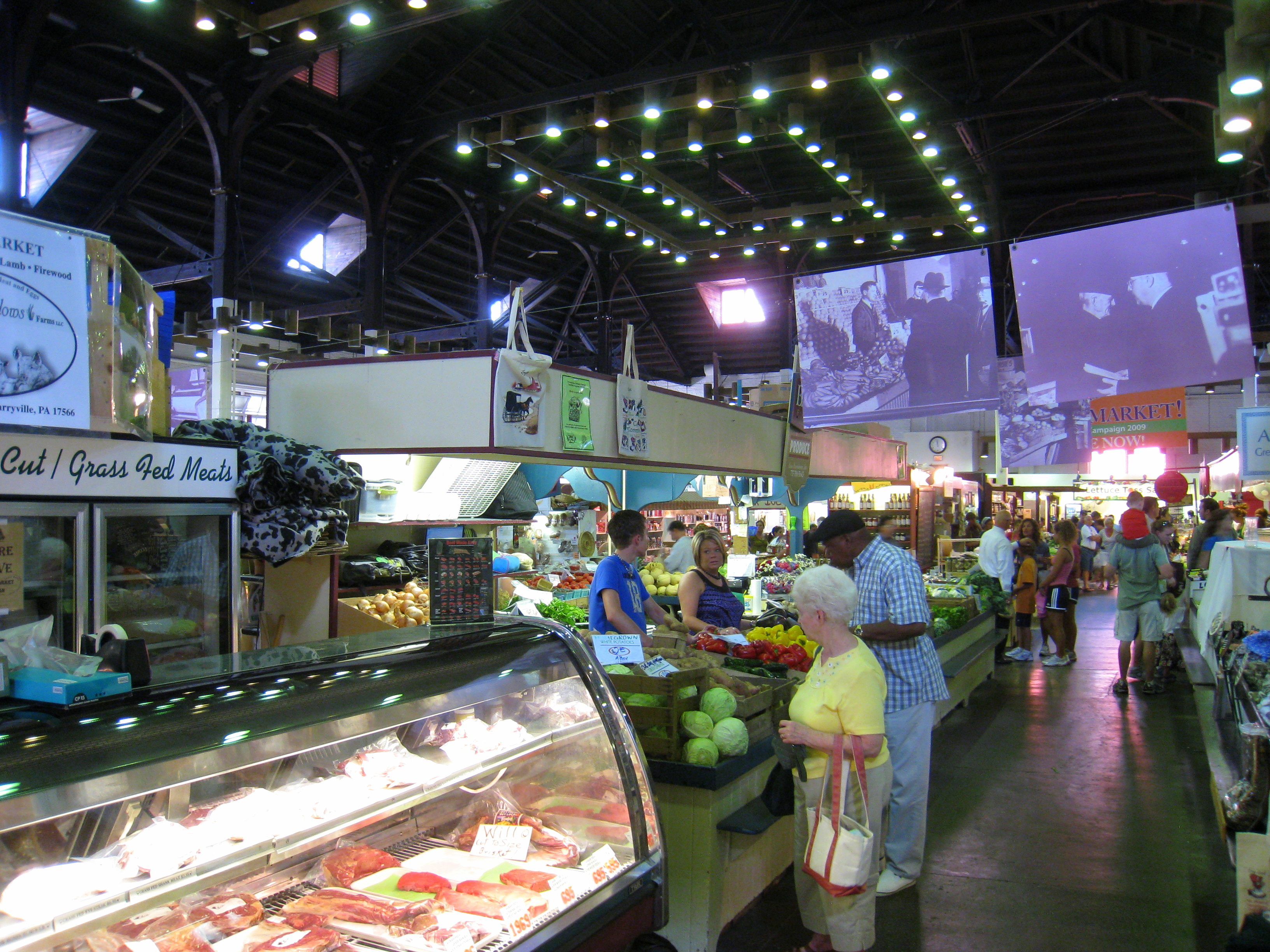
In den Hallen des Central Market

Die Markthallen des Central Market stehen in Lancaster im US-Bundesstaat Pennsylvania an der North Market Street und somit in unmittelbarer Nähe zum Steinman Park sowie zum zentralen städtischen Platz, dem Penn Square mit dem Soldiers and Sailors Monument.
Die Geschichte des Marktes reicht zurück bis zur Stadtgründung 1730, als man einen zentralen Warenumschlagplatz unter freiem Himmel konzipierte. Der britische König Georg II. verlieh der Stadt am 1. Mai 1742 offiziell das Marktrecht. 1757 erfolgte die Errichtung eines Bretterschuppens und zum Ende des 18. Jahrhunderts zog der Markt in ein neues Haus mit Arkaden an der West King Street, das er sich mit dem Rathaus und einer Freimaurerloge teilte. Das heutige Gebäude im neuromanischen Stil entstand 1889 in weniger als sechs Monaten Bauzeit unter der Leitung des Architekten James H. Warner aus Philadelphia. Es besitzt zahlreiche verzierte Backsteine sowie zwei Türme mit Terrakotta-Dächern und wurde – mit Ausnahme der Innenräume, die modernen Standards angepasst werden mussten – baulich kaum verändert. Im Jahre 1972 erfolgte die Aufnahme in das National Register of Historic Places.
Der Central Market war bis 2005 in städtischer Hand. Seither wird er vom Central Market Trust – einer 501(c) organization bestehend aus dem Marktleiter sowie elf Freiwilligen – betrieben. Als ältester durchgehend genutzter Farmermarkt der Vereinigten Staaten ist er heutzutage eine der beliebtesten Touristenattraktionen Lancasters. Er wird speziell wegen seines Angebotes an originalen Waren der Amischen geschätzt, die es nirgends anders zu erwerben gibt. An der überwiegenden Mehrzahl der Marktstände werden Lebensmittel feilgeboten, teilweise auch aus Griechenland, Deutschland, der Karibik, dem Mittleren Osten und den slawischen Ländern. Pro Woche frequentieren etwa 3000 Kunden die knapp 1908 Quadratmeter messende Markthalle.